# Arsameia no Ninfeu
Arsameia no Ninfeu (em grego: Αρσαμεια), cujo sítio é referido atualmente como Esqui Cale (em turco: Eski Kale, lit. "Velho Castelo"), é uma cidade antiga localizada em Velha Cata (Eski Kâhta) no distrito de Cata, província de Adeiamane, Turquia. O local fica perto de Kâhtaçay, conhecido nos tempos antigos como Ninfeu. Arsameia era uma das residências reais e local de sepultamento do Reino de Comagena.

## História
O sítio de Arsameia do Ninfeu foi descoberto em 1951 pelo arqueólogo Friedrich Karl Dörner, que o escavou de 1953 a 1970. Com base nos achados descobertos, sabe-se que o local onde Arsameia seria fundada foi ocupado desde pelo menos o Paleolítico. No século III a.C., o rei Arsames I de Sofena fundou um palácio e muralhas no sítio, que serviu como uma de suas residências reais, com o intuito de formar uma base de poder sólida contra o rei selêucida Seleuco II (r. 246–225 a.C.). Mitridates I (r. 109–70 a.C.), rei de Comagena, construiu seus monumentos reais e hierotésio em Arsameia e seu filho Antíoco I (r. 70–31 a.C.) expandiu o palácio, defesas e hierotésio. O imperador Vespasiano (r. 69–79) anexou Comagena em 72 e dissolveu o santuário. Durante o Império Romano, o assentamento perdeu sua relevância regional e diminuiu em tamanho. Os legionários da XVI Flávia Firma utilizaram-na como pedreira quando construída a ponte em Cendere.

## Arqueologia

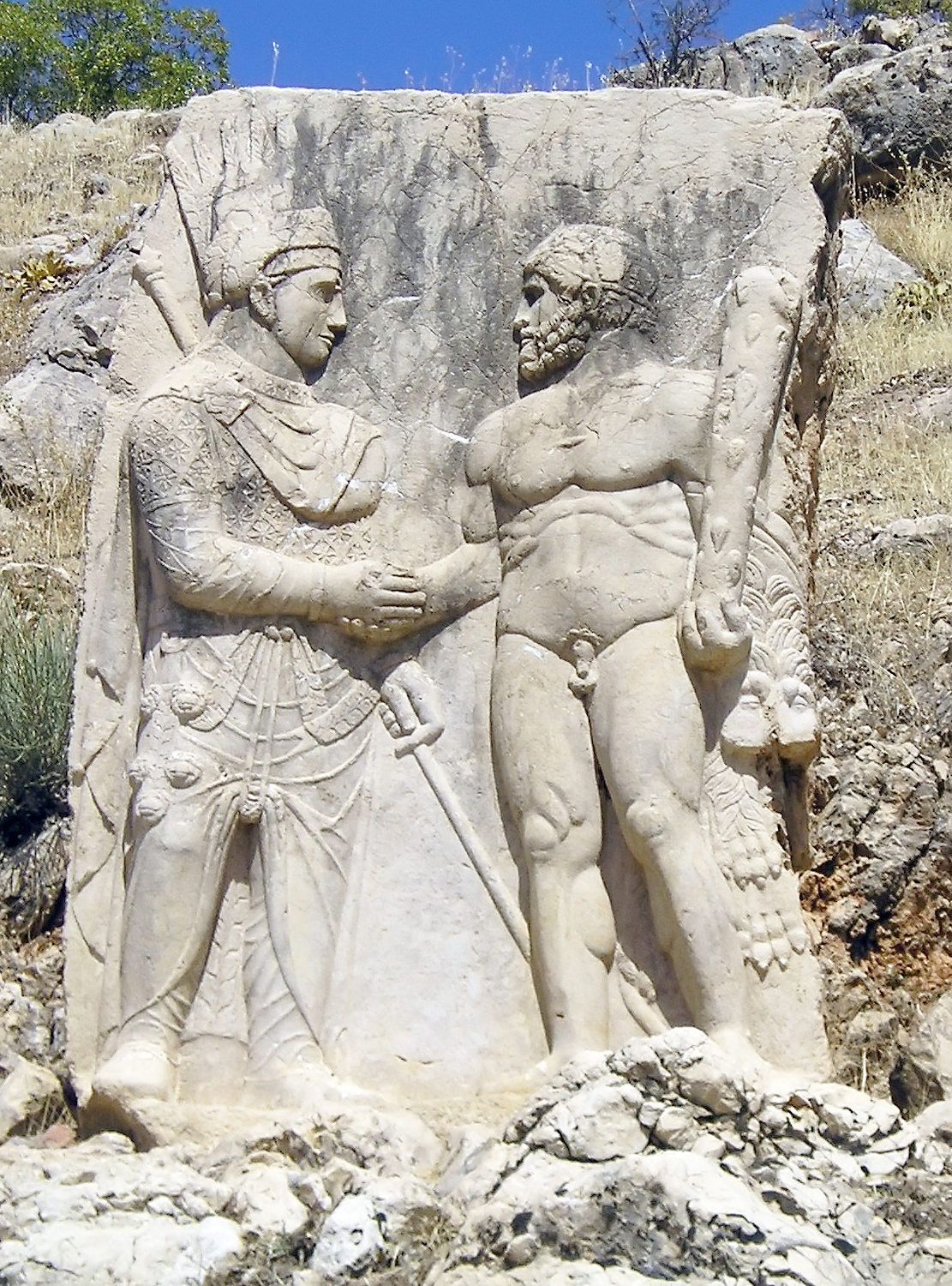
Sítio 3

### Sítio 1
Numa colina, designada como Sítio 1, existem algumas cavernas com vestígios pré-históricos, uma caverna artificial, formada por uma sala em forma de cubo com quase 10 metros de comprimento, largura e altura. Na entrada existe um relevo de um dos reis comagenos, de identidade desconhecida, apertando a mão de Mitra, cuja identificação é possível em decorrência dos raios solares. No recinto existem vários relevos e inscrições não identificados, mas sua função é incerta. Pensa-se que possa ser um mitreu ou a câmara funerária do rei Mitridates I.

### Sítio 2
Chama-se Sítio 2 um grande relevo de Antíoco I apertando as mãos de Mitra (dexiosis), usando um gorro frígio e alguns galhos chamados barsons, que eram usados em cerimônias de purificação. Do monumento, apenas a imagem de Mitra está completa, pois a porção na qual a imagem de Antíoco estava disposta se perdeu em boa parte, restando apenas seu ombro.

### Sítio 3
O chamado Sítio 3 consiste num relevo do rei Mitridates usando suas vestes reais e a citaris (coroa armênia) apertando as mãos de Héracles. Ao lado dele há uma inscrição de cinco colunas, situada na entrada de um túnel de 160 metros de comprimento, que resume a história da cidade, oferece instruções aos ritos menciona os títulos régios de Antíoco I: "Grande rei Antíoco, deus, justo, Epifânio, Filorromano, Fileleno, filho do rei Mitridates Calínico e da rainha Laódice, filha de Antíoco".

### Palácio
No topo da colina há mosaicos do século II a.C., retratos de Antíoco I e Laódice e um peristilo, sugerindo que era parte de uma grande mansão ou palácio. Dentre os possíveis outros monumentos do local estaria um mausoléu. Do outro lado do rio Ninfeu estava a residência dos reis de Comagena. Seus restos não estão visíveis, pois um castelo foi construído sob ordens do sultão mameluco Calavuno (r. 1279–1290) no final das Cruzadas. O edifício é identificado como Ieni Cale ("Novo Castelo") para distingui-lo de Arsameia, Esqui Cale ("Velho Castelo").